# Friedrich August Meinel
Friedrich August Meinel (1827-1902) was een Duits fluitist. Hij werd opgeleid door Anton Bernhard Fürstenau en studeerde in zijn jeugd naast fluit ook viool en piano. Hij was de leraar van Maximilian Schwedler.